# Енакиевский городской совет
 Енакиевский городской совет — одна из административно-территориальных единиц в составе Донецкой области. Входит в состав Горловско-Енакиевской агломерации.

## История
- Енакиевский городской совет преобразован из Енакиевского (Орджоникидзевского) района Сталинской области.
- 11 декабря 2014 года в связи с разрывом административных связей в районе на фоне проведения АТО Постановлением Верховной Рады от 11 декабря 2014 года № 31-VIII «Про зміни в адміністративно-територіальному устрої Донецької області, зміну і встановлення меж Артемівського району Донецької області»[4] из состава Енакиевского горсовета в состав Бахмутского района Донецкой области выведены 1 городской совет и 2 поселковых совета общей площадью 17297 га:
  - Углегорский городской совет (площадь — 8533 га), в том числе город Углегорск, посёлки Булавино, Грозное, Каютино, Красный Пахарь, Савелевка;
  - Булавинский поселковый совет (площадь — 729 га), в том числе пгт Булавинское, пгт Александровское, пгт Оленовка, пгт Прибрежное;
  - Ольховатский поселковый совет (площадь — 8035 га), в том числе пгт Ольховатка, село Весёлая Долина, посёлки Данилово, Ильинка, Редкодуб, Каменка.

17 июля 2020 года территория горсовета разделена между тремя районами; большинство территории отошло Горловскому району, запад — Покровскому и юг — Донецкому.

## Состав[2]
Енакиевский городской совет – 105 685 чел.
- город Енакиево — 77 968 чел.
- город Бунге / Юнокоммунаровск — 13 633 чел.
- пгт Дружное — 677 чел.
- пгт Софиевка / Карло-Марксово — 9 597 чел.
- пгт Корсунь — 2 586 чел.
- Сельское население (посёлки и сёла в составе городского совета) – 1 224 чел.

С 11 декабря 2014 года всего: 2 города (2 горсовета), в том числе 1 город районного значения, 3 пгт (2 поссовета), 7 сёл, 2 посёлка.

## Экономика
Угольная (ГХК «Орджоникидзеуголь»), металлургическая (Енакиевский металлургический завод) промышленность, коксохимия (Енакиевский коксохимпром), промышленность строительных материалов (Енакиевский цементный завод).